# Mathématiques arabes

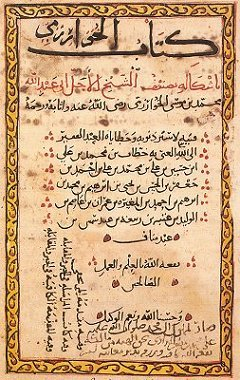
Une page du traité d'al-Khwarizmi, Kitab al jabr wa'l muqabala.

Dans l'histoire des mathématiques, on désigne par mathématiques arabes les contributions apportées par les mathématiciens du monde musulman jusqu'au milieu du XVe siècle.
Les sciences arabes, et en premier plan, les mathématiques, se développent dans les califats établis au Moyen-Orient, en Asie centrale, en Afrique du Nord, en Espagne et, au VIIIe siècle, dans le Sud de la France. Les textes sont écrits en arabe, qui était une des langues des sciences et de la culture à cette époque, d'où l'emploi des termes de « sciences arabes » et de « mathématiques arabes », cela sans considération de la langue maternelle des savants et quelles que puissent être leurs origines ethniques ou leur religion.
Les mathématiques arabes se sont constituées par assimilation des mathématiques grecques ainsi que des mathématiques indiennes. Elles ont également été influencées par les mathématiques chinoises et babyloniennes avant de connaître un développement propre. C'est principalement par leurs traductions en arabe et leurs commentaires que l'Europe prit connaissance des ouvrages des mathématiciens grecs. De récentes recherches ont démontré que beaucoup d'idées, qu'on pensait nées dans l'Europe du XVIe, XVIIe ou XVIIIe siècle, étaient déjà présentes dans les mathématiques grecques ou furent développées par des mathématiciens arabes, mais certaines n'eurent pas de suite.

## Histoire
L'islam connaît dès sa naissance au VIIe siècle une rapide progression. En un siècle, les territoires musulmans s'étendent d'Espagne jusqu'en Perse. La conquête des territoires contre l'empire byzantin conduit à la prise de Damas, l'invasion de la vallée mésopotamienne et la prise d'Alexandrie en 641. Par ces conquêtes l'empire musulman prend connaissance du savoir grec et indien.
Puis durant un siècle, des luttes internes aboutissent à la création, vers la fin du huitième siècle après la chute des Omeyyades, de trois entités politiques différentes : Abbassides à l'est, Idrissides au Maroc et Omeyyades de Cordoue. Ce schisme explique en particulier l'existence de plusieurs graphies pour les chiffres dit arabes : 0,1,2,3,4,5,6,7,8,9 : utilisés à Fès et à Cordoue et ٠,١,٢,٣,٤,٥,٦,٧,٨,٩ : utilisés à Bagdad.
Fès, la capitale culturelle et spirituelle du Maroc, abrite Quaraouiyine, l'établissement éducatif considéré de nos jours comme étant le plus ancien dans le monde encore en activité.

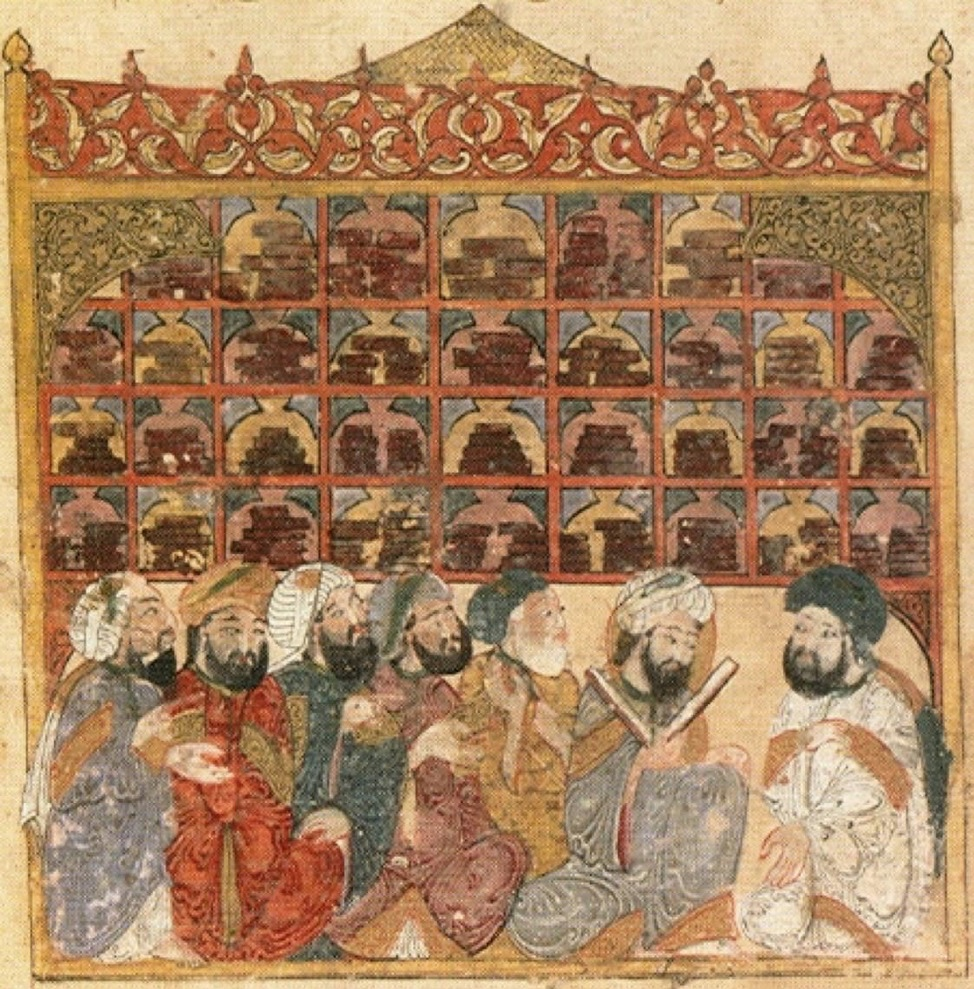
Érudits dans une bibliothèque abbasside (illustration de Yahya ibn Vaseti dans le Maqama of Hariri).

Bagdad, ville créée par les califes abbassides pour servir de capitale de l'Empire, devient très vite un centre culturel avec notamment la création d'une Maison de la sagesse sous le règne du calife Al-Mamun (début du IXe siècle). Un grand programme de traduction y est entrepris, d'abord de persan en arabe puis de sanskrit ou de grec en arabe. Les Arabes établissent des contacts avec les Romains byzantins de Constantinople, et les califes arabes achètent les manuscrits grecs notamment les Éléments d'Euclide (qui seront traduits par Al-Hajjaj) et la Grande composition mathématique de Ptolémée connue sous le nom Almageste qui donne lieu à plusieurs traductions dont celle d'Al-Hajjaj et celle de Thabit ibn Qurra. Deviennent également accessibles et traduits en arabe des ouvrages tels que les Coniques d'Apollonius, De la sphère et du cylindre d'Archimède, l’Arithmetica de Diophante (traduit par Qusta ibn Luqa), le Traité sur les miroirs de Dioclès, les Travaux sur la mécanique de Pappus d'Alexandrie ainsi que les traités de Héron d'Alexandrie. Les mathématiciens arabes traduisent aussi des textes sanskrits d'astronomie et de mathématiques indiennes comme le Surya Siddhanta  et le Brahma Sphuta Siddhanta (traduits par Muhammad al-Fazari), le Khandakhayaka de Brahmagupta et l'Aryabhatiya d'Aryabhata.
Parmi les membres de la Maison de la Sagesse, on compte le mathématicien persan Al-Khwarizmi. Deux de ses traités ont eu un impact considérable sur les mathématiques européennes au XIIe siècle. Le premier, dont seule la traduction latine a été conservée, transmet la numération décimale. Le second traité, Kitab fi'l-jabr wa'l-muqabala (Livre sur la restauration et la confrontation) traite de manipulations sur les équations. L'algèbre, nouvelle discipline des mathématiques, continuera de s'épanouir avec la civilisation islamique. On peut également citer les frères Banu Musa et Thābit ibn Qurra (algèbre, traduction de Nicomaque et révision des Éléments d'Euclide, mise en place de méthodes infinitésimales pour le calcul d'aire, astronomie, trigonométrie, théorie des nombres).
Les mathématiques arabes sont particulièrement florissantes durant les Xe et XIe siècles, période durant laquelle de nombreux mathématiciens approfondissent les différentes branches des mathématiques : Abu l-Wafa (traducteur, algèbre, arithmétique, trigonométrie, géométrie), Abu Nasr Mansur (trigonométrie), Abu Kamil (algèbre), al-Battani (trigonométrie), al-Karaji (algèbre), Ibn al-Hayttam connu sous le nom d'Alhazen (algèbre, géométrie, optique), Omar Khayyam (algèbre, géométrie), Sharaf al-Dīn al-Tūsī (algèbre).
Le premier déclin des sciences arabes commence au XIIe siècle à la suite de conflits divisant le monde musulman, mais il existe cependant encore des mathématiciens de renom au-delà de cette période parmi lesquels on peut citer Nasir al-Din al-Tusi au XIIe siècle (géométrie), puis al-Kashi au XVe siècle (arithmétique, algèbre, analyse numérique). Après ce dernier mathématicien, le nombre de contributions aux mathématiques médiévales par des mathématiciens arabes devient négligeable. L'influence d'Algazel sur ce déclin a été présentée comme déterminante par Neil deGrasse Tyson dans sa conférence sur l'âge d'or islamique.

## Nombre: écriture, calcul, nature

### Écriture
Plusieurs systèmes de numération ont coexisté dans le monde arabe médiéval.
On trouve en effet un système de numération décimal multiplico-additif où les 9 unités, les 9 dizaines, les 9 centaines et le millier sont identifiés par 28 lettres de l'alphabet arabe pris dans un certain ordre, le jummal. Un nombre comme 3854 s'écrit alors, à l'aide de cinq lettres, comme 3 fois 1000 plus 800 plus 50 plus 4. Ce système de numération semble avoir des sources syriaques, il permet en théorie d'écrire tous les nombres mais semble n'avoir pas été utilisé pour des grands nombres pour lesquels on préfère l'écriture sexagésimale. Ce système de numération est associé à un système de calcul mental appelé calcul digital. Dans ce système de numération il n'existe que 8 types de fractions : 1/2, 1/3, ..., 1/9, les autres s'exprimant par produit ou somme de fractions de ce type. Les fractions dont le dénominateur comporte un facteur premier différent de 2, 3, 5, 7 sont appelés des fractions sourdes c'est-à-dire inexprimables dont on cherche à fournir une valeur approchée.
On trouve également, principalement dans les écrits astronomiques, le système de numération sexagésimal des Babyloniens qui semble atteindre le monde arabe par la voie syriaque ou persane.

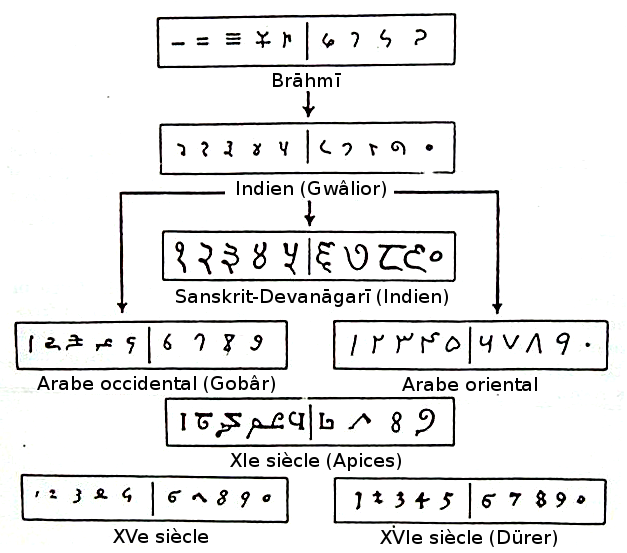
Généalogie de la numération indienne.

Un dernier système va remplacer peu à peu les deux précédents. C'est le système décimal positionnel d'origine indienne constitué de neuf chiffres et du zéro. Un des premiers écrits arabes le décrivant est le livre sur le Calcul indien d'al-Khwarizmi dont il ne reste qu'une version latine incomplète. Cet ouvrage présente le système de notation, celui des fractions (fractions indiennes ab⁄c, décimales et sexagésimales) ainsi que les techniques opératoires (addition, soustraction, duplication, division par deux, multiplication, division, racine carrée). Un ouvrage postérieur d'al-Uqlidisi décrit également cette arithmétique et fait une étude comparée des trois arithmétiques (indienne, sexagésimale, digitale). C'est également lui qui perfectionne l'usage de la fraction décimale, utilisant un séparateur pour distinguer la partie entière de la partie décimale. Le calcul indien se répand ensuite dans tout le monde arabe avec des graphies différentes en Occident et en Orient.

### Calculs
Le calcul digital est un système de calcul mental que l'on trouve dans l'empire byzantin et dans l'empire arabe, probablement issu du monde commercial. Il utilise les articulations des doigts pour stocker des valeurs intermédiaires et porte également le nom d'arithmétique des nœuds (ou hisāb al-'uqūd). Les méthodes sont simples concernant les additions et les soustractions mais elles se compliquent pour les autres opérations. Il a fait l'objet d'écrits dont le plus ancien en langue arabe est celui d'Abu al Wafa al-Buzjani mais disparaît peu à peu avec le développement du calcul indien.

Multiplication par jalousies.

Le calcul indien apporte une amélioration significative en particulier concernant la multiplication, l'addition, et l'extraction de racine carrée. Selon la tradition indienne, les calculs s'effectuaient sur une tablette de sable où les calculs intermédiaires étaient effacés au fur et à mesure. Sous l'impulsion de mathématiciens arabes, ce système est progressivement mais lentement remplacé par des calculs avec encre et papier permettant de conserver et contrôler les résultats intermédiaires. Ainsi la méthode des maisons (ou multiplication par jalousies) est déjà présente dans l'ouvrage d'al-Uqlidisi. Les méthodes d'analyse numérique développées à partir du XIe siècle permettent également de trouver des valeurs approchées de plus en plus précises pour les calculs de racines (carrées, cubiques, etc.). L'astronome et mathématicien perse Al-Kashi a marqué, en calculant 16 décimales de π, une étape dans la succession des records, depuis les 3 décimales calculées par Archimède.
Les livres d'arithmétique présentent également des techniques de calculs des nombres figurés ( nombre polygonaux, nombres pyramidaux), des séries arithmétiques et géométriques, des sommes des carrés, des cubes ou des puissances quatre des premiers entiers. On trouve une partie de ces travaux dans des sources indiennes ou grecques, mais le traitement de ces calculs par Ibn Tahir, l'andalous al-Umawi (en) (XVe siècle) et al-Kashi semble être original et leurs travaux permettent d'en faire un tout cohérent et exploitable.

### Nature
Si l'on appelle nombre l'objet sur lequel se porte le calcul, on peut noter durant ces siècles, une évolution concernant le statut du nombre.
On trouve chez al-Khwarizmi comme chez les auteurs indiens des règles opératoires concernant le zéro mais uniquement en tant que symbole dans la numération décimale.
Le nombre négatif est également présent dans les coefficients de polynômes. Cela conduit al-Samaw'al à exposer des règles de signes identiques à celles existant dans les mathématiques indiennes mais le résultat du calcul, ou la solution de l'équation reste dans le domaine des nombres positifs.
L'évolution la plus importante se trouve dans le traitement des quantités irrationnelles qui dès le Xe siècle se voient qualifiées de nombre (« adad »), le nombre rationnel étant « al-adad al-muntica » et l'irrationnel «al-adad al-summa ». On assiste à une arithmétisation des grandeurs géométriques. Des règles opératoires sont données concernant les irrationnels quadratiques (a ± √b où a et b sont des rationnels et où b n'est pas le carré d'un rationnel) et biquadratique (racine carrée d'irrationnels quadratiques). Ainsi Abu Kamil donne-t-il la règle opératoire suivante sur la somme de deux irrationnels quadratiques :
{\displaystyle {\sqrt {a}}+{\sqrt {b}}={\sqrt {(a+b)+2{\sqrt {ab}}}}}
Ces irrationnels interviennent, ainsi que les nombres négatifs, chez Abu Kamil comme coefficients dans des équations au même titre que les entiers ou les rationnels. Les irrationnels issus de racines cubiques ou de racines n-ièmes, sont calculés de manière approchée et ces approximations sont utilisées dans d'autres calculs pour construire des tables trigonométriques ou approcher π. La question sur la nature des nombres et, en particulier, sur le statut à accorder au quotient de deux grandeurs incommensurables est posée par des mathématiciens du XIe siècle, al-Khayyam et Ibn Muʿādh qui concluent sur son statut de nombre.

## Algèbre

### Al-jabr al-muqabala
Entre 813 et 830, al-Khwarizmi écrit son traité Kitab al-jabr wa al-muqabala (abrégé du calcul par la restauration et la comparaison) dans lequel il présente les techniques de résolution des équations du premier et second degré. Il commence par définir les objets de son étude : les nombres, l'inconnue (al-shay, la chose), son carré (al-māl, le trésor ou le bien), l'inconnue est aussi désignée comme la racine du bien (jidhr). Il présente ensuite les six situations canoniques auxquelles on peut se ramener. L'exposé d'al-Khwarizmi est entièrement rhétorique et ne fait appel à aucune écriture symbolique mais ses six situations peuvent se résumer en langage moderne dans ces 6 équations :
{\displaystyle (1):ax^{2}=bx\quad (2):ax^{2}=c\quad (3):bx=c\quad (4):ax^{2}+bx=c\quad (5):ax^{2}+c=bx\quad (6):ax^{2}=bx+c}
avec a, b, c des nombres entiers ou rationnels positifs.
Pour chacune d'entre elles, il présente une méthode de résolution dont il démontre la validité par des raisonnements géométriques à l'aide d'aire de rectangles, de carrés et de gnomons. Les solutions ne sont cherchées que dans les nombres positifs. Il étudie la condition d'existence de solutions pour l'équation de type 5 ({\displaystyle 4ac} inférieur à {\displaystyle b^{2}}) et présente les deux solutions de cette équation quand elles existent.
Il montre également comment se ramener à ces six situations canoniques à l'aide de la technique de restauration (ajouter une même quantité aux deux membres de l'égalité pour combler un trou) et de comparaison (supprimer une même quantité présente dans les deux membres de l'équation). Il définit également quelques règles élémentaires de calcul sur des expressions comportant son inconnue par exemple le développement de {\displaystyle (a+bx)(c+dx)}. Suivent ensuite de nombreux problèmes pratiques de commerce, d'arpentage ou d'héritage.
Le sujet n'est pas nouveau. Il existe dans les mathématiques babyloniennes et indiennes des procédures de résolution de problèmes du premier et du second degré. Les termes même d'al-jabr et al-muqabala étaient déjà utilisés pour désigner des techniques de calcul. On peut même citer deux contemporains d'Al-Khwârizmî écrivant parallèlement sur le même sujet (Ibn Turk et Abu Bakr). Les mathématiques grecques avaient déjà résolu des problèmes du second degré à l'aide de manipulations géométriques. Enfin, Diophante, dont les Arithmétiques n'étaient pas connues d'Al-Khwârizmî, étudie de nombreux problèmes comportant plusieurs inconnues et leur carré ou leur cube et met en place une rédaction syncopée mélangeant rhétorique et un embryon d'écriture symbolique. Le mérite d'al-Khwarizmi est d'avoir su présenter l'ensemble dans un tout cohérent et exhaustif, alliant technique et démonstration. L'exposé d'une théorie des équations avec un nom, des objets, des outils, des preuves et des applications en fait une discipline à part entière. Le lieu de naissance de l'algèbre est un sujet controversé mais l'œuvre d'al-Khwarizmi contribue à en faire une discipline propre exploitable propice à son épanouissement.
Le travail d'al-Khwarizmi est développé par ses successeurs : Thābit ibn Qurra travaille sur la traduction géométrique des équations, Abu Kamil en augmente le degré et prend ses coefficients dans les nombres irrationnels. Lorsqu'en 870, Qusta ibn Luqa traduit les Arithmétiques de Diophante, c'est le vocabulaire mis en place par al-Khwarizmi qu'il emploie.

### Équation de degré trois

Résolution de l'équation x^{3} + ax = b selon la méthode d'Omar Khayyam. AB^{2} = a, AC × AB^{2} = b, ABmn est un carré. Le demi-cercle de diamètre [AC] rencontre la parabole, de sommet A, d'axe (AB) perpendiculaire à (AC) et passant par m, en D. Le point D se projette orthogonalement sur [AC] en E. La distance AE est solution de l'équation.

Le nouvel outil est mis au service de la résolution de problèmes classiques de l'antiquité comme la duplication du cube, la trisection de l'angle, la construction de l'heptagone régulier et le découpage de la sphère selon une proportion donnée. Ces problèmes se ramènent à une équation de degré trois. Les mathématiciens arabes recherchent des méthodes générales de résolution par radicaux, mais c'est un échec.
Une autre voie est également explorée, plus fructueuse : la résolution des équations de manière approchée comme intersection de deux coniques. La méthode était déjà employée pour certaines équations par Apollonius dans ses Coniques. Cette voie est étudiée par de nombreux mathématiciens arabes parmi lesquels al-Khazin, al-Quhi, Abu al-Jud Ibn al-Laith, al-Shanni, al-Biruni etc. L'apport décisif est celui d'al-Khayyam, qui en fait une étude systématique, classant les équations selon le signe de leurs coefficients, exhibant une solution positive, si elle existe, comme intersection de deux coniques et recherchant une valeur approchée de celle-ci. Son travail est approfondi par Sharaf al-Dīn al-Tūsī, qui démontre que les solutions peuvent être obtenues comme intersection de deux coniques prises parmi parabole, hyperbole équilatère et cercle. Al-Tusi s'affranchit des contraintes d'homogénéité, s'intéresse également au nombre de solutions positives, ramène l'équation à la forme f(x) = c et discute du nombre de solutions selon la valeur du maximum pris par la fonction. Pour déterminer le maximum, il utilise la dérivée formelle du polynôme f sans cependant expliquer ce qui l'a conduit à inventer cette dérivation. Il utilise également cette dérivée formelle et des changements de variable affines dans le calcul d'une valeur approchée de la solution.

### «Algèbre» des polynômes
Un siècle et demi après al-Khwarizmi, al-Karaji entreprend d'appliquer les techniques de calcul du système décimal aux polynômes, plus exactement aux expressions que l'on écrit aujourd'hui sous la forme:
{\displaystyle \displaystyle \sum _{k=-m}^{n}a_{k}X^{k}.}
par analogie avec l'écriture des nombres décimaux:
{\displaystyle \displaystyle \sum _{k=-m}^{n}a_{k}10^{k}.}
Selon son successeur al-Samaw'al, il aurait démontré la formule du binôme jusqu'à la puissance 12 et indiqué que la formule pouvait se prolonger indéfiniment avec la règle de constitution des coefficients qui porte aujourd'hui le nom de formule du triangle de Pascal.
{\displaystyle {n \choose p}+{n \choose p+1}={n+1 \choose p+1}.}
C'est un des premiers exemples de démonstration utilisant une sorte d'induction de type fini.
Son travail est poursuivi et approfondi par al-Samaw'al qui donne les règles de calcul sur les monômes, les règles de divisibilité d'un polynôme par un autre et présente des techniques d'approximations d'un quotient de deux polynômes ou d'une racine carrée d'un polynôme en utilisant les exposants négatifs. Il présente également les polynômes sous la forme synthétique d'un tableau contenant les coefficients des monômes rangés suivant leurs puissances décroissantes. Il pose en outre une réflexion sur les exposants fractionnaires et en présente des règles de calcul.
En Occident arabe, la perte de manuscrits ne permet pas de définir avec précision les apports de chacun mais on sait que cette branche de l'algèbre était enseignée dans les universités andalouses encore au XIVe siècle. C'est aussi dans l'Occident arabe, au Maghreb plus précisément, que l'on trouve trace au XIVe siècle (chez Ibn Qunfudh, Al-Qalasadi et Ibn Ghazi al-Miknasi (en)), et même dès le XIIe siècle, d'un symbolisme algébrique touchant tant le calcul que les polynômes et les équations, symbolisme qui semble apparaitre sous cette forme élaborée pour la première fois et serait une originalité des mathématiques de cette région.

### Analyse indéterminée
L'algèbre est également mise au service de l'analyse indéterminée rationnelle, appelée aussi analyse diophantienne rationnelle. Celle-ci consiste à trouver, si elles existent, les solutions rationnelles à un problème comportant plus d'inconnues que d'équations. L'étude de ce type de problème intervient très tôt dans les mathématiques arabes : avant Abu Kamil qui est, semble-t-il, le premier à distinguer entre problème déterminé et problème indéterminé et avant la traduction des Arithmétiques de Diophante par Qusta Ibn Luqa. Abu Kamil s'intéresse principalement aux problèmes du second degré et aux systèmes linéaires. Il résout par exemple l'équation {\displaystyle ax-x^{2}+b=y^{2}} par changement de variable affine à coefficients rationnels et en précise les conditions d'existence. Dans le cadre des systèmes d'équations, il utilise le principe d'élimination par substitution. La traduction du traité de Diophante donne une forte impulsion à ce type de recherche, qui prend le nom de al-istriqa. Al-Karaji consacre à ce sujet un traité aujourd'hui perdu, mais dont on trouve la trace dans deux autres de ses traités al-Badi et al-Fakhri. Il reprend et approfondit les problèmes présentés par Abu Kamil et par les livres II, III et IV des Arithmétiques pour en faire une étude systématique. Son travail est prolongé par ses successeurs al-Samaw'al, al-Zanjani, Ibn al-Khawwam et Kamāl al-Dīn al-Fārisī et l'analyse indéterminée devient un chapitre intégré dans tout traité sur l'algèbre.

## Analyse numérique
Pour résoudre numériquement des équations, les mathématiciens arabes mettent en place des méthodes dont certaines sont issues des mathématiques grecques ou indiennes comme l'extraction de la racine carrée ou de la racine cubique. Le principe consiste à déterminer successivement les chiffres d'une solution en utilisant la propriété suivante : si X est une valeur approchée d'une solution de l'équation f(x) = N et si on pose x = X + y et g(y) = f(X+y) – f(X) alors x est une solution de f(x) = N si et seulement si y est solution de g(y) = N – f(X).
Ainsi, pour trouver la solution positive de l'équation f(x) = N où f(x) = x3 + 6x et N = 5 178 755, on cherche le plus grand entier a tel que f(100a) ≤ N, on trouve a = 1 qui donne le chiffre des centaines de la solution. On pose alors g(y) = f(100+y) – f(100) et N1 = N – f(100) pour résoudre l'équation g(y) = N1. On cherche le plus grand entier b tel que g(10b) ≤ N1, on trouve b = 7 qui est le chiffre des dizaines de la solution. On pose enfin h(z) = g(70+z) – g(70) et N2 = N1 – g(70) pour résoudre l'équation h(z) = N2. On cherche le plus grand entier c tel que h(c) ≤ N2, on trouve c = 3 qui est le chiffre des unités de la solution. Comme h(3) = N2, on sait que 173 est la solution exacte de l'équation.
Cette méthode est utilisée au Xe siècle par Kushyar Ibn Labbān (en) et Ibn al-Hayttam pour l'extraction de la racine carrée et de la racine cubique puis au XIIe siècle pour la racine n-ième. Pour calculer g(y), les mathématiciens arabes avaient à leur disposition la formule du binôme mais il est aussi possible d'utiliser des techniques analogues à la méthode de Ruffini-Horner, comme le fait Sharaf al-Din al-Tusi dans la résolution numérique de l'équation de degré 3.
Lorsque la racine n'est pas entière, une approximation traditionnelle est donnée mais le développement de la théorie des fractions décimales par al-Karaji et al-Samaw'al au XIIe siècle permet de trouver alors des approximations décimales aussi fines que l'on veut de la racine irrationnelle.
Une autre méthode utilisant la propriété du point fixe attractif est employée tardivement au XVe siècle chez al-Kashi et au XVIIIe siècle par Mirza al-Isfahani. En mettant l'équation sous la forme x = f(x), les approximations successives de la solution sont les éléments de la suite définie par : x0 est une première approximation et xn+1 = f(xn).
Le désir d'améliorer la précision des tables trigonométriques pousse les mathématiciens arabes à affiner les méthodes d'interpolation. L'interpolation affine était déjà connue des Grecs et la traduction du Khandakhadyaka de Brahmagupta les familiarise avec l'interpolation quadratique. Une réflexion est menée pour déterminer la meilleure interpolation à utiliser, exploitant les moyennes pondérées et la vitesse de variation des différences, et faisant éventuellement appel à d'autres fonctions que les fonctions du premier et du second degré.

## Combinatoire
Il existe assez tôt une préoccupation pour dénombrer de manière organisée certaines configurations comme l'expression de la formule de la figure sécante par Thābit ibn Qurra ou dans des problèmes d'algèbre. Le nombre de cas alors ne nécessite pas la mise en place de formules. Les questions de dénombrement naissent réellement dans le domaine de la linguistique où se posent, dès le VIIIe siècle avec Khalil Ibn Ahmad, des questions comme « Combien de mots de 5 lettres peut-on former ? » et ces études servent aux lexicographes et cryptographes.
Au XIIIe siècle les formules de dénombrement sont travaillées par Nasir ad-Din al-Tusi et par Ahmad Ibn Mun'im qui, dans son Fiqh al-Hisab (La science du calcul), établit les formules suivantes:
Nombre de permutations de n éléments : {\displaystyle n(n-1)\cdots 1=n!};
Nombre de mots de n lettres dont une est répétée k fois : {\displaystyle {\frac {n!}{k!}}};
Nombre de mots de n lettres dont la ième est répété ki fois : {\displaystyle {\frac {n!}{\prod _{i}k_{i}!}}}.
Le nombre de combinaisons est étudié, ce qui donne lieu à la réapparition du triangle de Pascal non plus associé à la formule du binôme mais au dénombrement. Ce travail est poursuivi à la fin du XIIIe siècle et au début du XIVe siècle. Kamāl al-Dīn al-Fārisī utilise le triangle de Pascal pour calculer les nombres figurés établissant la formule:
nième nombre figuré d'ordre r : {\displaystyle F_{n}^{r}=\sum _{k=1}^{n}F_{k}^{r-1}={n+r-1 \choose r}.}
Ibn al-Banna établit l'égalité :
Nombre de combinaisons de p éléments pris parmi n : {\displaystyle {n \choose p}={\frac {n(n-1)\cdots (n-p+1)}{p(p-1)\cdots 1}}.}
L'analyse combinatoire devient un chapitre d'ouvrages mathématiques comme chez al-Kashi ou fait l'objet, tardivement, de traités indépendants comme chez Ibrahim al-Halabi,.

## Théorie des nombres
Il existe dans les mathématiques arabes une longue tradition d'étude en théorie des nombres, inspirée par les écrits d'Euclide, de Diophante et de Nicomaque de Gérase.
Sur les nombres parfaits, Ibn Tahir al-Baghdadi énonce une méthode alternative de génération des nombres parfaits d'Euclide à l'aide d'une série arithmétique. Le cas des nombres parfaits impairs est évoqué et la recherche d'une réciproque est entreprise. Ibn al-Haytham propose ainsi une réciproque partielle sur les nombres de la forme 2p(2q-1). Les mathématiciens arabes s'intéressent à leur répartition, vont jusqu'au 7e nombre parfait tout en introduisant cependant des nombres parasites et invalident l'affirmation de Nicomaque de Gérase qui en imagine un dans chaque puissance de 10.
L'étude des nombres amiables traverse l'histoire des mathématiques arabes et conduit au développement des connaissances sur la décomposition en facteurs premiers et sur les fonctions somme des diviseurs et nombre de diviseurs. Thabit ibn Qurra démontre son théorème : si A (= 3.2n – 1), B (= 3.2n–1 – 1) et C (= 9.22n – 1 – 1) sont premiers alors 2nAB et 2nC sont amiables. Outre le couple (220, 284), les mathématiciens arabes exhibent les couples (17 296, 18 416) et (9 363 584, 9 437 056).
Le travail d'Ibn al-Haytham sur le problème des restes chinois le conduit à énoncer le théorème de Wilson sur la caractérisation des nombres premiers.
En analyse indéterminée entière, les triplets pythagoriciens sont étudiés et généralisés aux dimensions supérieures : al-Sijzi démontre que, pour tout n, il existe un carré somme de n  carrés. Sont également étudiées les équations de la forme x² ± a = y². Sur le problème de Fermat, dans le cas de n = 3 ou n = 4, les mathématiciens arabes affirment l'inexistence de solutions sans cependant réussir à fournir une démonstration aboutie.

## Géométrie
Influencée par les écrits grecs (Éléments d'Euclide, Coniques d'Appolonius, Sphériques de Théodose et de Ménélaüs) et indiens, la géométrie arabe se développe dans plusieurs directions (traductions et commentaires, astronomie et trigonométrie, optique, problèmes pratiques et théoriques), utilisant de nouveaux outils (algèbre, analyse numérique, méthodes infinitésimales).

### Aires, volumes, problèmes isopérimétriques

Calcul du volume du solide de révolution engendré par la rotation du triangle curviligne OAB, où OB est une portion de parabole d'axe OA, autour de AB.
Ibn al-Haytham découpe le solide en n tranches et encadre le volume de chaque tranche entre deux volumes cylindriques. Il calcule ensuite la somme de ces volumes cylindriques minorant et majorant le volume du solide à l'aide des formules de Faulhaber et double à l'infini le nombre de tranches pour démontrer que.

Les formules sur les aires (disque, formule de Héron, polygones réguliers inscrits dans un cercle, cône) et de volumes (sphère, cône), connues des Grecs et des Indiens sont exposées très tôt (al-Khwarizmi, frères Banu Musa). Leurs calculs s'affinent grâce aux techniques d'analyse numérique. Très tôt (dès al-Biruni), les mathématiciens sont convaincus de l'irrationalité de π. D'autres formules sont mises au point comme le volume des cônes et pyramides tronqués.
Une des originalités des travaux arabes est le développement de techniques infinitésimales s'appuyant sur la méthode d'exhaustion mise en pratique par Archimède dans La sphère et le cylindre et La mesure du cercle. Ce mouvement est initié par les frères Banu Musa qui comprennent la portée générale de la méthode d'Archimède et l'utilisent pour la surface de la sphère. Leur traité, Sur la mesure des figures planes et sphériques, devient un texte fondamental tant dans le monde arabe, que dans l'Occident latin, après sa traduction au XIIe siècle par Gérard de Crémone. Leur disciple et successeur, Thābit ibn Qurra, poursuit dans la même voie, calculant l'aire d'une parabole par découpage en trapèzes analogue aux sommes de Riemann. Il calcule également le volume de paraboloïdes et l'aire de l'ellipse. Après lui, on peut citer Ibrahim ibn Sinan, al-Quhi, Ibn al-Haytham. Chez ce dernier, on trouve tous les éléments du calcul d'intégrale par sommes de Darboux (encadrement, jeu sur les découpages, erreur rendue aussi petite que l'on veut). Cependant les mathématiciens arabes limitent ces techniques aux aires et volumes qui peuvent s'exprimer en fonction d'aires et de volumes connus.
Ils s'intéressent aussi aux calculs d'aires de portions de cercle. Thābit ibn Qurra calcule l'aire de la partie de cercle limitée par le côté d'un triangle équilatéral et celui d'un hexagone régulier inscrits dans le cercle. Ibn al-Haytham s'intéresse aux lunules et montre la relation entre leurs aires et la trigonométrie.
Le problème des isopérimètres (à périmètre constant, quelle est la figure ayant la plus grande aire ?) déjà étudié par Zénodore et de nombreux mathématiciens grecs, est repris par les mathématiciens arabes (al Khazin, Ibn al-Haytham). Concernant l'espace et le problème des isépiphanes (à surface constante, quel est le solide de volume maximum ?), ils ne peuvent conclure rigoureusement mais leurs études conduisent au développement d'une théorie sur l'angle solide (Ibn al-Haytham).

### Constructions et courbes
Les mathématiciens arabes s'intéressent également à des problèmes de constructions dont certains sont des problèmes classiques des mathématiques grecques : construction d'une double proportionnelle, trisection de l'angle, constructions exactes ou approchées de polygônes réguliers, découpage d'un carré en somme de plusieurs carrés, construction à la règle et au compas d'écartement constant, constructions géométriques pour les instruments astronomiques.
La résolution des équations de degré trois, ainsi que l'optique, les poussent à s'intéresser aux coniques dont ils étudient les propriétés focales (ibn Sahl) et pour lesquelles ils imaginent des mécanismes de construction en continu : compas parfait d'al-Quhi, mécanismes avec règle, corde et poulie d'Ibn Sahl. Parmi ces traités, on peut citer le traité de Thābit ibn Qurra sur les ellipses et celui d'al-Sijzi sur les hyperboles. D'après le témoignage d'autres mathématiciens, il existerait des traités aujourd'hui perdus sur les courbes obtenues comme projections de courbes gauches.

### Transformations et projections
Les mathématiciens arabes ont moins de réticence que certains mathématiciens grecs comme Euclide pour utiliser le mouvement et les transformations en géométrie. L'homothétie est utilisée très tôt (Ibrahim ibn Sinan, al-Farabi et Abu l-Wafa). Ses propriétés sur les configurations (transformation de cercles en cercles) sont démontrées par Ibn-Sinan et al-Quhi. À leur suite, Ibn al-Haytham étudie les similitudes directes et démontre qu'elles transforment des droites en des droites et des cercles en des cercles. Thābit ibn Qurra et Ibrahim ibn Sinan utilisent des affinités pour transmettre des propriétés du cercle à l'ellipse ou de l'hyperbole équilatère à l'hyperbole quelconque et démontrent qu'une transformation affine quelconque conserve les rapports d'aire. On rencontre même, chez al-Biruni et Ibn Sinan, des cercles transformés en coniques grâce à des transformations projectives.
Les besoins en astronomie, en particulier pour la construction d'astrolabes ou la détermination de la qibla, poussent les mathématiciens arabes à étudier les projections de la sphère sur le plan (projection orthogonale, projections stéréographiques de pôle et de plan divers, projections cylindriques, projections avec rabattement). Al-Farghani démontre qu'une projection stéréographique transforme les cercles passant par le pôle en droites et transforme les autres cercles en cercles. Son travail est prolongé par al-Quhi et ibn Sahl, mais ni l'un ni l'autre ne fait référence à une quelconque inversion,. La conformité (conservation des angles) de la projection stéréographique est connue et utilisée par al-Biruni et 'Abd al-Jabbar al-Kharaqi (m. 1158) et la projection stéréographique est réinvestie en cartographie.

### Questions sur les fondements
En commentant les Éléments d'Euclide, les mathématiciens arabes cherchent également à en réformer la théorie, affirmant par exemple qu'il est nécessaire d'ajouter un postulat sur l'existence des points, lignes et plans. Ils s'interrogent aussi sur la nature du postulat V, dit Postulat des parallèles : « Si deux droites coupent une même droite en créant deux angles internes plus petits qu'un droit, alors ces droites sont sécantes », et tentent de le démontrer ou de le simplifier, exhibant ainsi des propriétés qui lui sont équivalentes (al-Jawhari, Thābit ibn Qurra, ibn al-Haytham, al-Biruni, Omar al-Khayyam, Nasir al-Din al-Tusi et son école et Muhyi al-Dīn al-Maghribī).
Al-Jawhari s'appuie ainsi sur l'idée que, par un point intérieur à un angle, on peut tracer une droite qui en rencontre les deux côtés. Thabit ibn Qurra utilise l'hypothèse que deux droites qui s'éloignent dans une direction se rapprochent nécessairement dans l'autre et réciproquement. Il propose également dans une autre démonstration un mouvement simple : le lieu parcouru par l'extrémité A d'un segment [AB] perpendiculaire à (d) en B, quand le point B parcourt (d) est une droite parallèle à (d). Ibn al-Haytham se sert d'un quadrilatère possédant 3 angles droits (quadrilatère de Lambert). Al-Khayyam puis al-Tusi étudient le quadrilatère ABCD tel que les côtés AB et CD soient égaux et les angles de sommets C et D sont droits (quadrilatère de Saccheri).
Les travaux de ces mathématiciens jettent les premières bases de ce qui deviendra au XIXe siècle la théorie des géométries non euclidiennes, hyperbolique et elliptique.

### Trigonométrie
La trigonométrie est une discipline créée pour les besoins de l'astronomie. Elle remonte au moins jusqu'à Hipparque qui construit la première table des cordes. Le principal résultat utilisé en astronomie grecque et dans les débuts de l'astronomie arabe est le théorème de Ménélaüs. Les mathématiques indiennes introduisent le sinus et le sinusverse, établissant également quelques formules sur le triangle rectangle sphérique. Reprenant ces travaux, les mathématiciens arabes les enrichissent et les complètent. Ils en font une discipline à part entière donnant lieu à des traités spécifiques comme le 3e traité du Canon de Masud d'al-Biruni, le traité de Ibn Muʿādh al-Jayyānī et le Traité du quadrilatère de Nasir al-Din al-Tusi.
Ils introduisent de nouvelles fonctions, la sécante (R/sin) et la cosécante (R/sinus de l'angle complémentaire). Habash al-Hasib y ajoute la notion d'ombre correspondant à R.tan, à distinguer de l'ombre du gnomon. Il s'en sert comme fonction auxiliaire dans ses tables numériques et la tabule. Sont également établies quelques formules trigonométriques (relation entre les différentes fonctions, sinus de l'angle double, sinus d'une somme…).
Ces fonctions trouvent leur utilité en trigonométrie sphérique où de nouvelles relations sont démontrées. La règle des sinus apparaît dans plusieurs écrits (al-Khujandi, Abu l-Wafa, Abu Nars), la règle de la tangente pour le triangle rectangle sphérique (Abu l-Wafa) et la règle des cosinus dans le triangle rectangle sphérique (Abu Nars). Progressivement sont établies les formules de résolution du triangle rectangle sphérique et partiellement celles de résolution du triangle quelconque avec introduction du triangle polaire (al Khazin, Abu Nars, Ibn Muʿādh al‐Jayyānī, Nasir al-Din al-Tusi).
L'utilisation de la trigonométrie dans des problèmes plans reste occasionnelle, à l'exception d'al-Kashi qui produit une table réservée à la résolution des triangles plans quelconques et en l'honneur duquel on a rebaptisé la loi des cosinus.
La recherche d'une plus grande précision dans les tables de sinus, avec de meilleures interpolations et avec l'aide de l'algèbre, occupe mathématiciens et astronomes arabes principalement à partir de la fin du Xe siècle (Ibn Yunus, abu l-Wafa, al-Biruni, al-Kashi).

### Optique géométrique

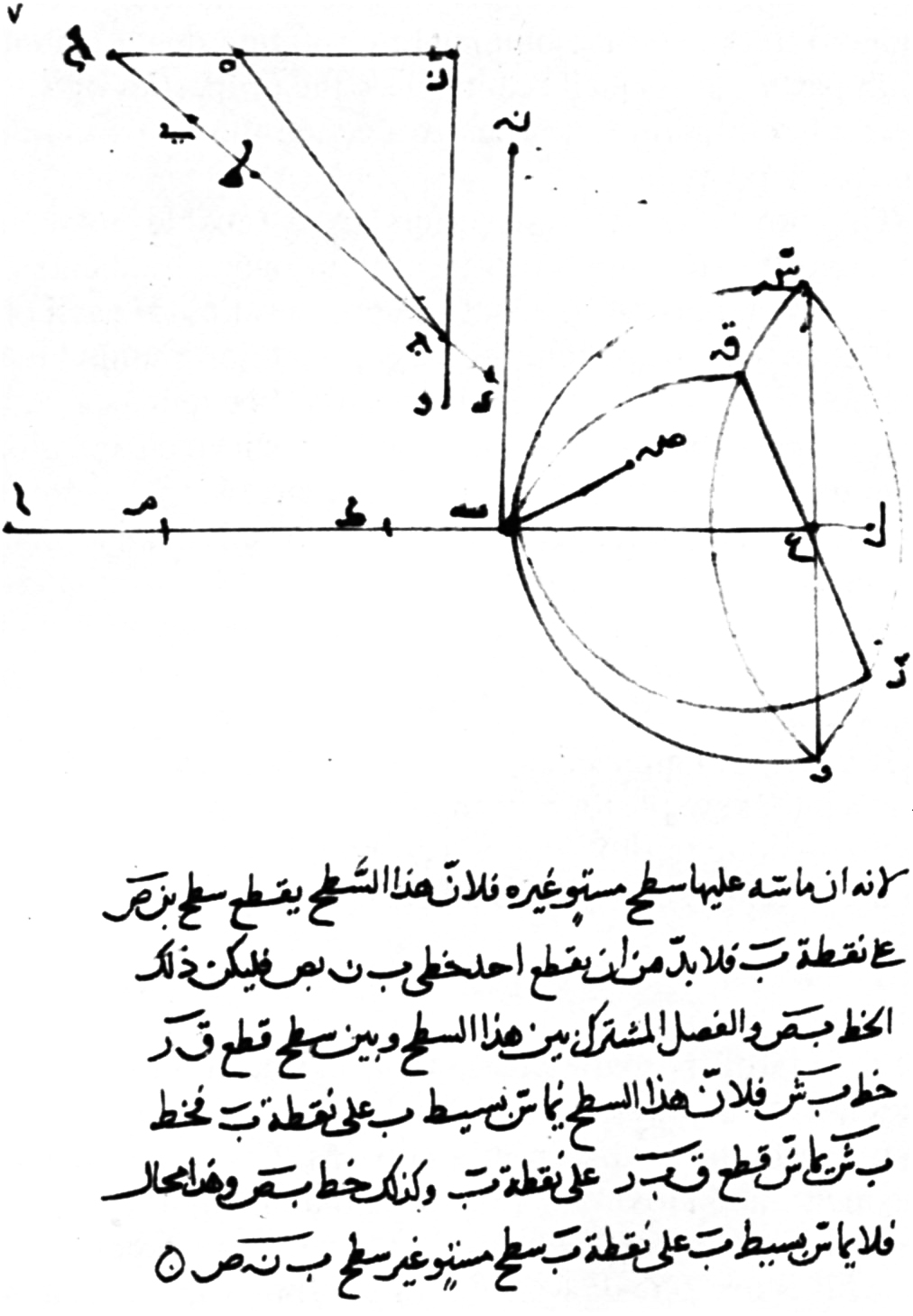
Manuscrit d'Ibn Sahl sur la loi de la réfraction.

L'optique géométrique arabe est une héritière directe de l'optique grecque. Les grands noms de cette discipline sont Qusta ibn Luqa, al-Kindi, Ibn Sahl et Ibn al-Haytham. Dans un premier temps sont traduits, l’Optique d'Euclide, ainsi que d'autres ouvrages grecs sur l'optique ou la catoptrique (Dioclès, Anthémius de Tralles). Qusta ibn Luqa commente Euclide et a pour projet de justifier les propositions grecques sur la propagation rectiligne de la lumière et les lois de la réflexion. L'étude des miroirs (plans, sphériques, paraboliques ou ardents) est approfondie et complétée. Al-Kindi met en doute la légende selon laquelle Archimède aurait incendié la flotte romaine à l'aide de miroirs et clarifie le principe du miroir parabolique. En dioptrique, Ibn Sahl définit l'indice de réfraction et met en place la loi de Snellius. Il étudie en particulier la lentille biconvexe hyperbolique. Ibn al-Haytham, grand réformateur de l'optique physiologique, physique et géométrique, fait une étude extensive des problèmes de réflexions et résout le problème qui porte son nom: « Étant donnés deux points distincts A et B, trouver le point de réflexion, sur un miroir sphérique concave ou convexe, du rayon issu de A et arrivant à B. », ramenant le problème à l'intersection d'un cercle et d'une hyperbole. En dioptrique, il étudie le dioptre et la lentille sphérique analysant le phénomène d'aberration sphérique. Son grand traité L'Optique, traduit en latin au XIIe siècle a fait l'objet de nombreux commentaires jusqu'au XVIIe siècle.

## Influences sur les mathématiques de l'Occident latin

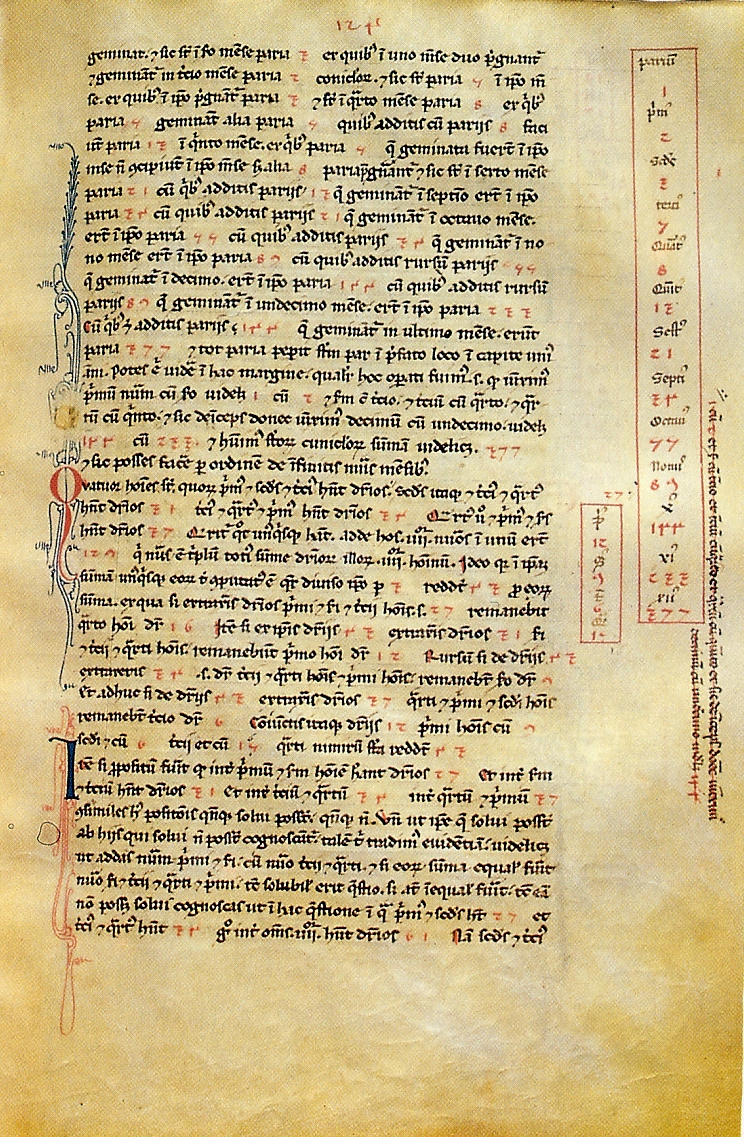
Page 124 du Liber abaci de la bibliothèque nationale de Florence, décrivant la croissance d'une population de lapins et introduisant ainsi la suite de Fibonacci. L'encart, à droite du texte, présente les 13 premiers termes de la suite, écrits avec des chiffres d'origine arabe ; de haut en bas : 1, 2, 3, 5, 8, 13, 21, 34, 55, 89, 144, 233 et 377.

Le transfert du savoir arabo-musulman se fait de plusieurs manières : par contact direct avec la civilisation andalouse, par le biais de la science en hébreu médiéval, par la traduction d'ouvrages arabes en latin, puis, plus tard, par l'exode de savants byzantins après la prise de Constantinople. Le transfert est partiel, certains textes n'ont pas été connus, certains thèmes ne suscitent pas l'intérêt des scientifiques occidentaux, d'autres ouvrages sont d'un abord trop difficile pour être traduits. Les traductions sont souvent hybrides, mélangeant des sources grecques et des sources arabes.
L'Occident médiéval prend connaissance assez tôt de l'écriture décimale et du système de calcul indien. Le premier contact de l'Occident latin avec le système décimal semble dater de l'an mil avec l'abaque de Gerbert (d'après Gerbert d'Aurillac, le futur pape Sylvestre II, qui en a introduit le principe): c'est une table de calcul divisée en colonnes correspondant aux unités, dizaines etc. et où les colonnes non vides sont marquées d'un jeton portant un chiffre. On ne sait pas si Gerbert lui-même a utilisé les chiffres arabes pour ces jetons, mais d'autres après lui l'ont fait.
Les premières traductions du Calcul indien d'al-Khwarizmi (Dixit algorizmi, Liber Ysagogarum alchorismi, ...) datent du XIIe siècle et sont hybrides, incorporant des textes de Nicomaque de Gérase et Boèce. Le nom de l'auteur devient un nom commun, « algorisme », désignant la technique de calcul tandis que ceux qui le pratiquent sont appelés les algoristes. Le calcul sur table de poussière fait l'objet de traités au XIIIe siècle et la méthode de multiplication par jalousies est reprise dans l'occident médiéval.
Plusieurs traductions plus ou moins fidèles du traité d'al-Khwarizmi al-jabr w'al muqabala apparaissent au XIIe siècle (Jean de Tolède, Robert de Chester, Gérard de Crémone). Le terme al-jabr devient le nom d'une discipline l'algèbre. Mais l'ouvrage qui fait vraiment entrer cette discipline dans le monde latin est le Liber abaci de Léonard de Pise, dit Fibonnaci. Ce mathématicien fait découvrir l’œuvre de Diophante à l'Occident latin mais ses emprunts aux sources arabes (al-Khwarizmi, Abu Kamil, al-Karaji) sont nombreuses. Il introduit également la suite de Fibonnacci et la numération arabe en Occident auxquels il a été initié lors de son parcours en Orient, notamment dans la ville de Béjaïa (Bougie) en Algérie (il s'inspire des méthodes de calcul des apiculteurs et des paysans de la ville pour formuler sa suite),. Cependant, l'Occident latin ne semble assimiler que ce qui constitue les premiers pas des mathématiciens arabes dans le domaine de l'algèbre et des écrits comme ceux d'Omar Khayyam ou Sharaf al-Dīn al-Tūsī semblent méconnus. À partir du XVIe siècle, l'Occident se lancera dans une voie propre avec l'école allemande (Christoff Rudolff), l'école italienne (Luca Pacioli, Tartaglia, Cardan, Bombelli) et les apports des symbolistes (Viète, Descartes).
En géométrie, l'Occident latin n'avait qu'une connaissance très partielle des Éléments d'Euclide. Les traductions de l'Euclide arabe par Adélard de Bath, par Gérard de Crémone, qui est également le traducteur des commentaires d'Al-Nayrizi, ainsi que le Commentaire de Campanus de Novare sur cette même œuvre constituent le point de départ d'une renouveau de la géométrie en Occident. Il en est de même des œuvres d'Archimède. Mais ces textes grecs parviennent en Occident enrichis par les apports arabes des mathématiciens traduits par Gérard de Crémone (frère Banu Musa, Thabit ibn Qurra, ibn al Hayttham) qui vont influencer des mathématiciens comme Witelo ou Regiomontanus. La projection stéréographique est transmise lors de la traduction des traités sur l'astrolabe. Certains chapitres cependant demeurent ignorés ou sont découverts tardivement; c'est le cas du travail sur l'axiome des parallèles dont l'influence n'apparaît qu'au XIIIe siècle dans les œuvres de Witelo ou Levi Ben Gerson. De la même façon semblent également ignorés les travaux d'al-Biruni, al-Farabi et Abu l-Wafa ainsi que les études sur les transformations affines de Thabit Ibn Qura et Ibrahim ibn Sinan.
La trigonométrie est transmise en Occident en même temps que l'astronomie dont elle constitue souvent un chapitre à part. Elle ne devient une discipline à part entière qu'au XIVe siècle mais on peut mesurer l'influence de la trigonométrie arabe sur une œuvre comme le De triangulis de Regiomontanus, très proche de Traité du quadrilatère de Nasir al-din al-Tusi.
Grâce à la transmission d'une partie des textes grecs et du savoir mathématique arabe, les mathématiques européennes ont ainsi bénéficié d'une impulsion décisive pour leur épanouissement.